# Iwan Fioletow
Iwan Timofiejewicz Fioletow (ros. Ива́н Тимофе́евич Фиоле́тов, ur. 1884 we wsi Tugołukowo w guberni tambowskiej, zm. 20 września 1918 między stanicami Pieriewał i Achcza-Kujma na Kolei Zakaspijskiej) – rosyjski rewolucjonista, działacz komunistyczny, jeden z liderów Komuny Bakijskiej.
Od 1900 członek SDPRR, po rozłamie w partii bolszewik, aresztowany i 1908 skazany na zesłanie do guberni wołogodzkiej (Solwyczegodsk). Od 1917 członek Komitetu Wykonawczego Rady Bakijskiej, od maja 1917 przewodniczący Związku Robotników Naftowych w Baku, od 25 kwietnia do 31 lipca 1918 przewodniczący Bakijskiego Gubernialnego Sownarchozu. Aresztowany, został rozstrzelany wraz z 25 innymi komisarzami Komuny Bakijskiej. 